# Confusion sexuelle

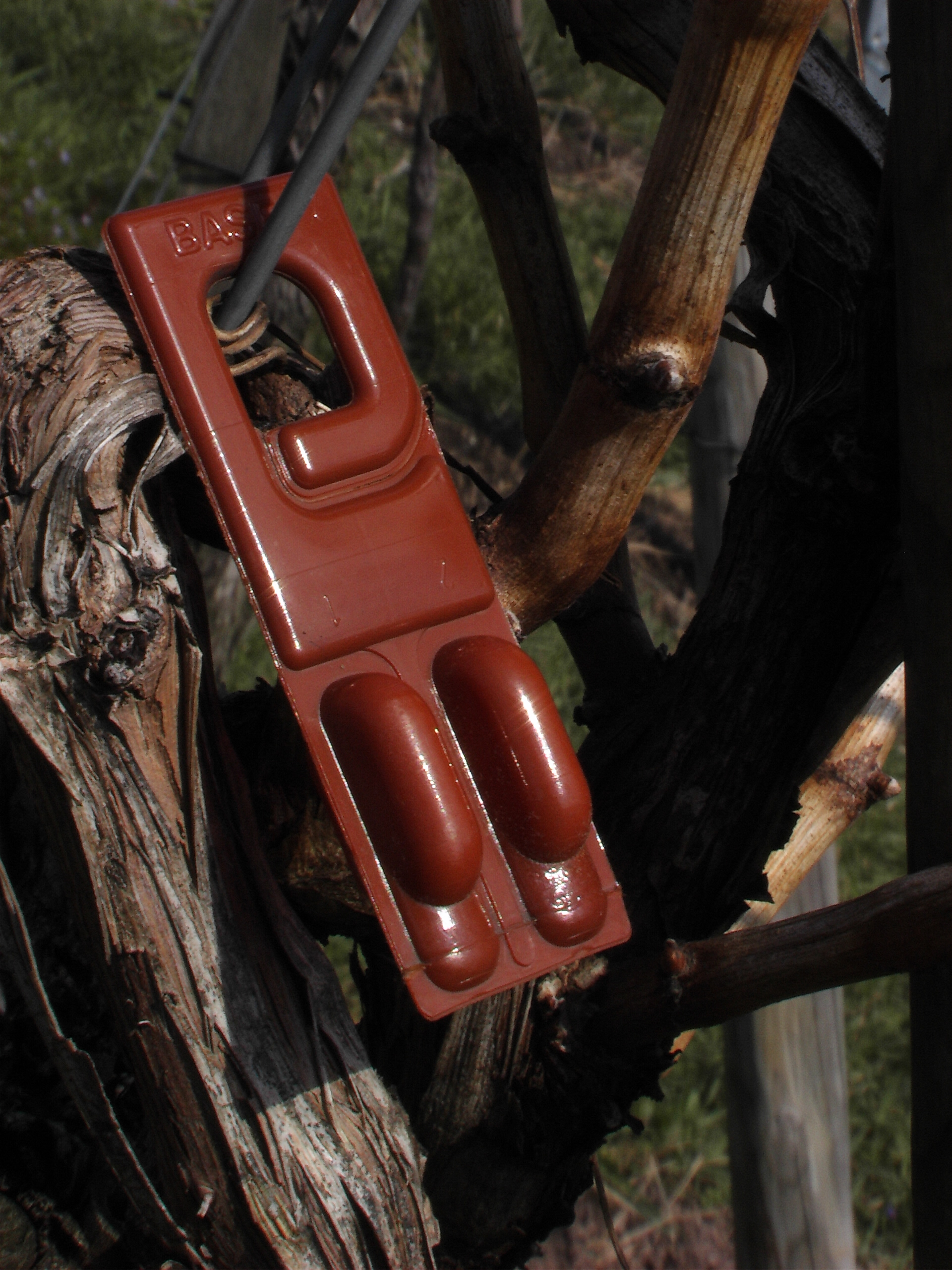
Diffuseur de phéromones dans les vignes.

La confusion sexuelle est une technique de lutte contre les parasites, notamment les insectes en perturbant leur système hormonal de reproduction. Elle est utilisée en viticulture et en arboriculture. 

## Historique
La confusion sexuelle est mise en place par l'institut national de la recherche agronomique en 1974, à Bordeaux.
Les viticulteurs français, suisses, espagnols, allemands et italiens sont les premiers à protéger ainsi les vignes contre ce qu'on appelle les larves de la grappe ou vers de la grappe.

## Mode d'action
La confusion sexuelle s'effectue en utilisant des phéromones synthétiques, reproduisant le parfum hormonal des femelles, spécifique à chaque espèce. On sature ainsi un secteur en phéromones femelles, où il sera plus difficile pour les mâles de trouver les femelles pour s'accoupler. Ceci limite la production d'œufs, donc de larves qui occasionnent les dégâts directs (destruction des boutons floraux, consommations des fruits) ou indirects (blessures qui sont autant de portes d'entrée pour des parasites secondaires). Cette méthode de lutte a un impact environnemental bien moindre que les pulvérisations d'insecticides traditionnelles.
Pour la vigne, les papillons visés sont ceux de cochylis et eudémis. Ceci limite la production d'œufs, donc de chenilles. La femelle peut pondre de 50 à 80 œufs. Les larves ou chenilles consomment les boutons floraux. Elles peuvent aussi pénétrer dans les baies pour se nourrir, et causer des blessures sur les baies, qui seront des facteurs de risques pour le développement du Botrytis Cinerea qui affecte la qualité et la quantité de la récolte.
Le même principe est utilisé dans les vergers dans la lutte contre le carpocapse des pommes et des poires, les tordeuses de la pomme et la tordeuse orientale du pêcher.

## Évaluation des risques
Des comptages sont effectués pour estimer le pourcentage d'inflorescences touchées, les chenilles formant des glomérules sur les inflorescences lorsqu'elles y sont présentes. On déclenche la lutte à partir d'un seuil défini par l'utilisateur, le distributeur ou le fournisseur.
Pour la vigne il se situe autour de 50 % d'inflorescences touchées, voire 30 % dans les cas de vignobles sensibles.

## Méthode d'utilisation
On installe dans la parcelle des diffuseurs contenant des phéromones. Ils se présentent sous forme de liens, de vaporisateurs ou de capsules. Ces capsules protègent environ 20 m2, il en faut donc environ 500 par hectare, les vaporisateurs couvrent quant à eux une surface plus large, 5 000 m2.
Dans les vignobles, ils se présentent sous forme de petits contenants de plastique qu'on suspend aux fils le long des rangs de vignes.
La lutte par confusion sexuelle doit être utilisée de façon homogène et sur une surface suffisamment grande pour être efficace, estimée à 5 ha minimum. Ceci implique un travail collectif des agriculteurs pour garantir une protection efficace de leurs parcelles. La périphérie de la zone protégée par confusion n'est pas à l'abri de la pénétration de papillons femelles fécondés en dehors de cette zone : des traitements insecticides de complément, mettant en œuvre des spécialités commerciales biologiques, sont parfois nécessaires sur le tour des parcelles.